# Dżadid Ukajdat
Dżadid Ukajdat – wieś w Syrii, w muhafazie Dajr az-Zaur. W 2004 roku liczyła 916 mieszkańców.